# Y Felinheli
Y Felinheli (wymowaⓘ, hist. ang. Port Dinorwic) – wieś w północno-zachodniej Walii, w hrabstwie Gwynedd, historycznie w Caernarfonshire, położona nad wybrzeżem cieśniny Menai Strait, naprzeciw wyspy Anglesey. W 2011 roku liczyła 2284 mieszkańców.
Miejscowość rozwinęła się począwszy od końca XVIII wieku jako port wywozowy wydobywanego w okolicach łupka. Współcześnie na terenie dawnych doków i nabrzeży portowych znajduje się przystań jachtowa i zabudowa mieszkalna. Przez wieś przebiegała dawniej linia kolejowa Bangor and Carnarvon Railway, z odnogą wiodąca do kamieniołomów w Llanberis (obecnie rozebrane). 
Przez wieś prowadzi pieszy szlak turystyczny Wales Coast Path. Znajdują się tu ślady fortu z epoki żelaza, który ulokowany był bezpośrednio nad wybrzeżem.